# Marita Koch
Marita Koch (alemany: Marita Meier-Koch)  (Wismar, 18 de febrer de 1957) es una Atleta alemanya especialista en proves de velocitat que entre 1978 i 1985 va batre 14 rècords del món a l'aire lliure, 10 d'ells en proves individuals, a més de diversos rècords en pista coberta.
Va ser campiona olímpica de 400 metres llisos en els Jocs Olímpics de Moscou de 1980 i en l'actualitat segueix ostentant el rècord mundial en aquesta prova amb una marca de 47,60 segons aconseguida el 1985 a Canberra.

## Biografia
Nascuda a Wismar, Alemanya de l'Est, Marita Koch va mostrar una velocitat excepcional fins i tot quan era petita i va derrotar a nois molt més grans que ella en curses de velocitat mentre a l'escola. Quan va complir els 15 anys, estava entrenant amb Wolfgang Meier. Meier va treballar com a enginyer naval, però també va entrenar atletisme a temps parcial. Koch i Meier es van traslladar a Rostock on Koch va començar a estudiar medicina. No obstant això, va decidir aturar els seus estudis i centrar-se a córrer. Koch va ser entrenat per Meier durant tota la seva carrera, i més tard es van casar. Va conservar el seu nom de soltera i ara es coneix com Marita Koch-Meier. Ella i el seu marit tenen una filla anomenada Ulrike.
Koch es va retirar de la carrera el 1987 com un dels atletes més reeixits d'Alemanya. Havia patit una lesió al tendó d'Aquil·les. Ella i Meier són propietaris d'una botiga d'articles esportius a Rostock.